# Friedrich Bergius
Friedrich Karl Rudolf Bergius (sinh ngày 11 tháng 10 năm 1884 - mất ngày 30 tháng 3 năm 1949) là nhà hóa học người Đức. Ông cùng với Carl Bosch giành Giải Nobel Hóa học năm 1929 cho sự tiên phong trong việc về công nghiệp hóa học áp suất cao. Đây là lần thứ ba trong lịch sử Giải Nobel Hóa học có hai người cùng giành giải này trong một năm (lần đầu tiên là vào năm 1912 khi Paul Sabatier và Victor Grignard nhận giải thưởng này. Sabatier nhận giải thưởng nhờ nghiên cứu về phương pháp hydrogen hóa các hợp chất hữu cơ với sự hiện diện của các kim loại đã được chia nhỏ, nhờ đó cho phép những bước tiến vượt bậc trong ngành hóa học hữu cơ, còn Grignard là nhờ khám phá ra thuốc thử Grignard, nhờ đó cho phép những bước tiến vượt bậc trong ngành hóa học hữu cơ 
. Lần thứ hai là vào năm 1929 khi Hans Karl August Simon von Euler-Chelpin và Arthur Harden nhận giải thưởng khi nghiên cứu về sự lên men đường và các enzim lên men). Ngoài ra, Bergius còn là nhà phát minh khi ông đã phát minh ra phương pháp hydro hóa cacbon vào năm 1910.